# I am xxx
『I am xxx』（アイ・アム）は、日本のロックバンド、GLAYの通算41作目のシングル。2009年5月25日にリリースされた。

## 概要
- 今作が発売された5月25日はメジャーデビューシングル「RAIN」が発売された日で、メジャーデビューから丁度15年となる日にリリースされた。
- 今作は上記の理由から、一般にCDがリリースされる水曜日ではなく、月曜日に発売された。その影響で通常よりも集計日が4日短いながらもオリコンシングルチャートでは初登場2位を記録した。
- 通常盤は「THE GREAT VACATION VOL.1（予告編）」の後に、隠しトラックとしてライブ音源が収録されており、品番TOCT-40261Aに「TWO BELL SILENCE」、TOCT-40261Bに「すべて愛だった -Lavie d'une petite fille-」が収録されている。
- 前作同様、品番は反射層の内側に記録。外見では区別がつかないようになっており、開封するまでどの音源が収録されているかはわからない。

## 収録曲

### CD
1. I am xxx
作詞・作曲：TAKURO
アスミック・エース配給映画『ラスト・ブラッド』主題歌。
2. 冬のエトランジェ (THE GREAT VACATION -extra- Live ver.)
TAKUROが作詞作曲を担当したMISIAの曲で、アルバム『SINGER FOR SINGER』に収録されているもののセルフカバー。
3. I am xxx (Instrumental)
4. THE GREAT VACATION VOL.1（予告編）
『THE GREAT VACATION VOL.1 〜SUPER BEST OF GLAY〜』のDisc.3の楽曲の一部を収録したもの。仮タイトルは「アルバムフラッシュ」。

### DVD （初回限定盤のみ）
2009年4月に行われた、メンバー・プロデュース・ライブの映像を収録。
DVD GLAY Member Produce Live 2009 THE GREAT VACATION -extra- 
1. SAY YOUR DREAM
4/9　NHKホール（TAKURO Produce「10years〜あれから10年も、このさき10年も〜」）
2. HIGHCOMMUNICATIONS
4/13　STUDIO COAST（TERU Produce「BOYS ONLY NIGHT」）
3. a Boy〜ずっと忘れない〜
4/15　大阪厚生年金会館大ホール（JIRO Produce「OSAKA CRUSH NIGHT!!」）
4. MIRROR
4/17　ディファ有明（HISASHI Produce「RESONANCE Vol.2」）

## 収録アルバム
I am xxx
- THE GREAT VACATION VOL.1 〜SUPER BEST OF GLAY〜

冬のエトランジェ (THE GREAT VACATION -extra- Live ver.)
- rare collectives vol.4